# Новобелокатайский сельсовет
Новобелокатайский сельсовет, ранний вариант написания Ново-Белокатайский сельсовет — муниципальное образование и административно-территориальная единица в Белокатайском районе Республики Башкортостан Российской Федерации.
Административный центр — село Новобелокатай

## История
Согласно «Закону о границах, статусе и административных центрах муниципальных образований в Республике Башкортостан» имеет статус сельского поселения.

## Население
| 2002  | 2009  | 2010  | 2012  | 2013  | 2014  | 2015  |
| ----- | ----- | ----- | ----- | ----- | ----- | ----- |
| 6214  | ↗6738 | ↘6217 | ↘6149 | ↘6142 | ↗6253 | ↘6226 |
| 2016  | 2017  |       |       |       |       |       |
| ↘6174 | ↗6255 |       |       |       |       |       |

## Состав сельского поселения
| № | Населённый пункт | Тип населённого пункта       | Население |
| - | ---------------- | ---------------------------- | --------- |
| 1 | Новобелокатай    | село, административный центр | ↘5830     |
| 2 | Соколки          | село                         | ↘256      |

По состоянию на 1939 год в состав Ново-Белокатайского сельсовета входили (Населенные пункты Башкортостана : В 4 т. Т. I / Территориальный орган Федеральной службы государственной статистики по Республике Башкортостан. — Уфа : Китап, 2018. — 300 с. — С.115):
- д. Ново-Белокатай
- п. Александровка
- п. Атарша (точнее Тарша)
- х. База Заготзерно
- п. Будаковка
- п. Давлеткан
- п. Советский
- х. СТФ колхоза «Путь Ленина»